# 大洲车辆段
大洲车辆段与综合基地位于中国广东省广州市番禺区石壁街道石壁村，是广州地铁7号线的车辆基地，于2016年12月28日建成使用。

## 基本信息

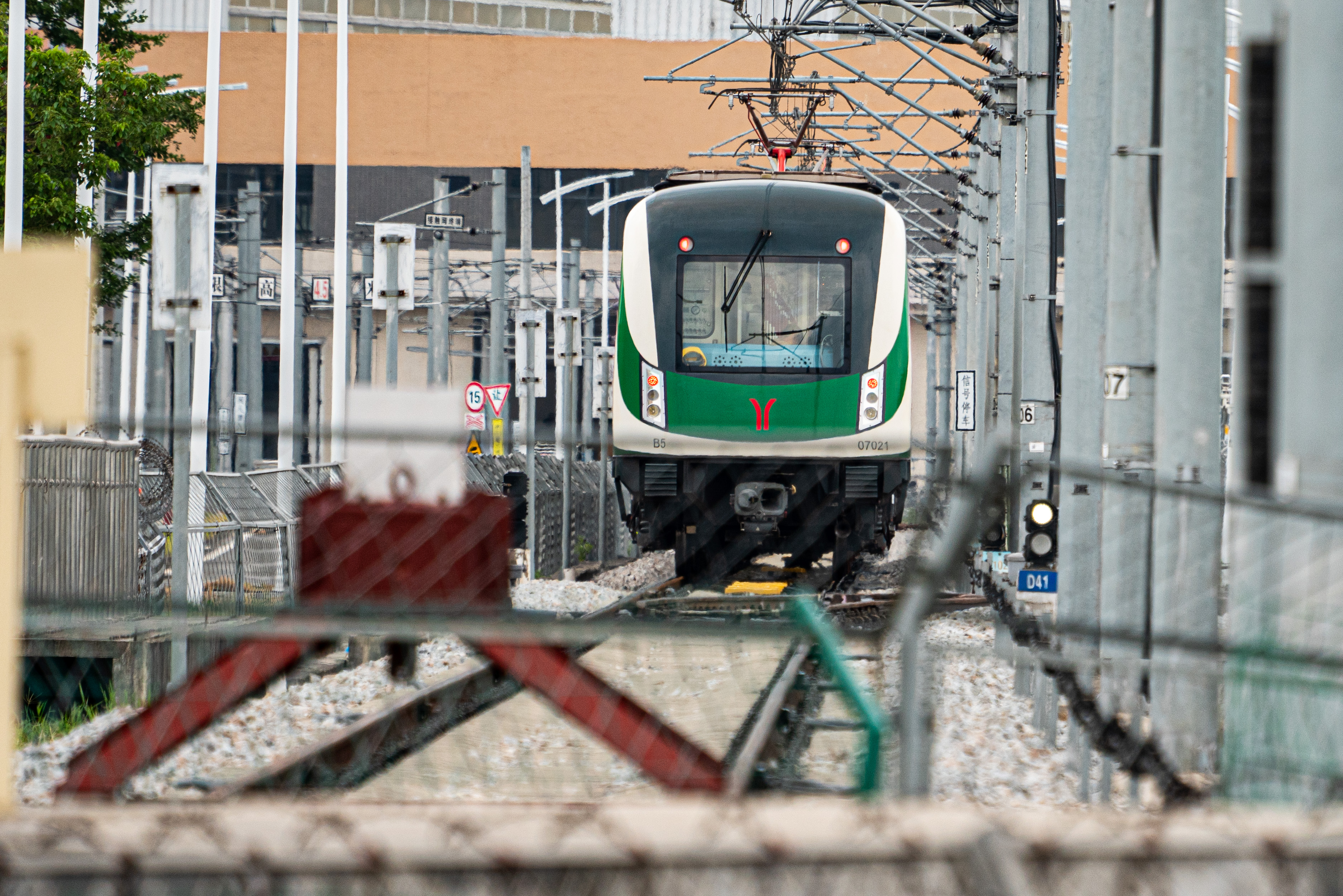
停靠在段内的B5型列车

大洲车辆段设计停车列检能力为36列位，远期预留停车列检能力为8列位。车辆段总建筑面积约7.8万平方米，包括综合楼、检修库、运用库、运转综合楼、洗车机及污水处理房、牵引降压混合变电所等建筑单体，承担七号线列车的停放、清洗、日常检查、定期和临时检修等功能。
大洲车辆段与广州中车轨道交通装备有限公司厂区和大洲停车场相邻，停车场和车辆段可通过与厂区的联络线相连。

## 历史
大洲车辆段于2009年前后开始围蔽，2013年9月正式开工建设。
2014年5月27日，广州南站连接大洲车辆段的入段线长达1,238米的盾构隧道贯通，成为七号线首期工程首条贯通的隧道。
2016年5月4日，大洲車輛段舉行了B5型列車交付儀式。
2016年8月25日至26日，大洲车辆段进行了热滑测试；同年8月31日，大洲车辆段移交运营调试。
2021年5月24日，首列B9型列车抵达大洲车辆段。